# Charles Littlejohn
Charles William Berry Littlejohn MC (Nelson, Nova Zelanda, 4 de gener de 1889 – Toorak, Austràlia, 4 d'agost de 1960) va ser un remer neozelandès que va competir amb el Regne Unit a començaments del segle xx.
Littlejohn va néixer a Nelson, Nova Zelanda. Estudià al Nelson College entre 1898 i 1903 i posteriorment al New College, de la Universitat d'Oxford. El 1912 va prendre part en els Jocs Olímpics d'Estocolm, on guanyà la medalla de plata en la competició del vuit amb timoner del programa de rem. El 1911 i 1912 va formar part de la tripulació d'Oxford que disputà la Regata Oxford-Cambridge. Fou condecorat amb la Creu Militar pels seus serveis durant la Primera Guerra Mundial.